# Ștefania Stănilă
Alina Ștefania Stănilă (Aninoasa, 27 dicembre 1997) è una ginnasta rumena, membro della nazionale vincitrice della medaglia d'oro agli Europei di Sofia 2014.